# 240381 Emilchyne
240381 Emilchyne este un asteroid din centura principală de asteroizi.

## Descriere
240381 Emilchyne este un asteroid din centura principală de asteroizi. A fost descoperit pe 29 septembrie 2003 la observatorul astronomic din Andrușivka. Asteroidul prezintă o orbită caracterizată de o semiaxă mare de 2,58 ua, o excentricitate de 0,07 și o înclinație de 1,3° în raport cu ecliptica.